# ماتشيري باهانغو
ماتشيري إيكوا باهانغو (بالإنجليزية: Machérie Ekwa Bahango)‏ (من مواليد 1994) هي مخرجة أفلام من جمهورية الكونغو الديمقراطية. عُرض فيلمها الأول والأشهر ماكيلا (بالإنجليزية: Maki’la)‏ في مهرجان برلين السينمائي الدولي.

## الحياة المبكّرة
وُلدت باهانغو في كينسانغاني وعاشت وترعرعت هناك. درست في جامعة مدينتها القانون ثمّ قررت في وقتٍ ما البدء في تعلم أساسيات صناعة وإخراج الأفلام من خلال مشاهدة مقاطع فيديو عبر الإنترنت. بدأت في التواصل مع صانعي ومخرجي أفلام آخرين في الكونغو ثمّ تعاونت مع المخرج الفرنسي السينغالي ألان غوميس لترجمة نص فيلمه فيليسيتي الذي صدر عام 2017 إلى لغة لينغالا التي هي لغتها الأم.

## المسيرة المهنية
بعدما تمكّنت باهانغو من مجال صناعة الأفلام في جمهورية الكونغو الديمقراطية، عملت المخرجة الشابّة على إخراجِ فيلم ماكيلا الذي يُعتبر أول أفلامها وهو فيلمٌ يتحدث عن فتاةٍ يتيمةٍ أُجبرت على إعالة نفسها في شوارع كينشاسا. توقفت باهانغو في مرحلة ما بعد الإنتاج بسبب نقص التمويل حتى حصل الناقد السينمائي الفرنسي آلان مودو (بالفرنسية: Alain Modot)‏ من مؤسّسة التوزيع الدولي للأفلام والخيال من أفريقيا (بالإنجليزية: International Distribution of Films and Fiction from Africa)‏ على دعمٍ من استوديو أورونج في باريس. فاز الفيلمُ بجائزة الشاشة الذهبية في مهرجان الشاشات السينمائي عام 2018.

## قائمة أعمالها
شاركت باهانغو في ترجمة الفيلم الفرنسي فيليسيتي إلى لغتها الأمّ قبل أن تَنشره في جمهورية الكونغو الديمقراطية، كما أخرجت فيلم ماكيلا عام 2018 والذي حقّق نجاجًا مقبولًا في شباك التذاكر وفاز بعددٍ من الجوائز المحليّة وأخرى دولية.